# Les Filles des forges
Les Filles des forges est un pilé-menu, danse chantée traditionnelle de Bretagne, originaire de la région de Paimpont en Ille-et-Vilaine. 

## Historique
La chanson date probablement du XIXe siècle, et fait référence aux forges de Paimpont qui étaient alors très actives. Elle serait née durant les fêtes profanes qui suivaient la cérémonie religieuse de la Saint Éloi, le saint patron des orfèvres et des forgerons qui était célébré chaque 1er décembre.
La première version fut recueillie en mars 1872 au village du Cannée sur la commune de Paimpont par Adolphe Orain, l’un des plus grands folkloristes de Bretagne. Un sabotier de Paimpont lui en proposa une deuxième version vers 1884.
Une troisième version sera proposée par le groupe Tri Yann au début des années 1970, et deviendra en 1976 le titre même de leur première compilation.
Cette dernière version raconte l'histoire de jeunes filles qui vont à confesse auprès d'un prêtre qui profite de la situation pour leur faire des avances. Mais elles se refusent à lui.
Il existe également une version en Vendée mentionnée dans un ouvrage de Georges Bourgeois, Vieilles chansons du bocage vendéen paru en 1931.